# Воробьёв, Василий Михайлович
Васи́лий Миха́йлович Воробьёв (7 февраля 1909, д. Сухой Овраг, Чебоксарский уезд, Казанская губерния, Российская империя — 22 января 1995, Йошкар-Ола, Марий Эл, Россия) — марийский советский партийный и государственный деятель. Председатель Верховного Совета Марийской АССР (1959—1967), секретарь Марийского обкома КПСС (1956—1962). Член ВКП(б). 

## Биография
Родился 7 февраля 1909 года в деревне Сухой Овраг ныне Звениговского района Марий Эл в семье учителя партийной школы. Является рдным братом партийного и административного руководителя З. Антоненко.
В 1929 году окончил 2 курса Горномарийского педтехникума, в 1932 году — Мариинско-Посадский лесотехникум. С 1936 года — директор Звениговского лесхоза, в 1939—1941 годах — Моркинского лесхоза Марийской АССР.
В 1942 году перешёл на партийную работу: заведующий промышленным отделом (1942—1946, 1949—1956, 1962—1966), секретарь Марийского обкома КПСС (1956—1962). В 1949 году окончил Высшую партийную школу при ЦК ВКП(б).
В 1958—1967 годах избирался депутатом Верховного Совета Марийской АССР, в 1959—1957 годах — Председатель Верховного Совета Марийской АССР. 
Награждён орденами «Знак Почёта» (дважды), Отечественной войны I степени и почётными грамотами Президиума Верховного Совета Марийской АССР (трижды). 
Умер 22 января 1995 года в Йошкар-Оле. 

## Награды
- Орден «Знак Почёта» (1957, 1966)[1]
- Орден Отечественной войны I степени (1946)[1]
- Юбилейная медаль «За доблестный труд. В ознаменование 100-летия со дня рождения Владимира Ильича Ленина»
- Почётная грамота Президиума Верховного Совета Марийской АССР (1944, 1946, 1959)[1]